# Jim Hardy
James Fred Hardy, detto Jim (Los Angeles, 24 aprile 1923 – La Quinta, 16 agosto 2019), è stato un giocatore di football americano statunitense che ha giocato nel ruolo di quarterback  nella National Football League (NFL). Al college giocò a football alla University of Southern California.

## Carriera professionistica
Hardy fu scelto come ottavo assoluto nel Draft NFL 1945 dai Washington Redskins, giocando nella National Football League tra il 1946 e il 1952 e venendo convocato per il Pro Bowl nel 1950. È però più noto per avere stabilito un record NFL in negativo, subendo 8 intercetti in una partita, una sconfitta 45-7 contro i Philadelphia Eagles il 24 settembre 1950.
Dopo il ritiro, Hardy lavorò come general manager del Los Angeles Memorial Coliseum. Morì il 16 agosto 2019 per cause naturali a La Quinta.

## Palmarès

### Franchigia
- Campione NFL: 1

Detroit Lions: 1952

### Individuale
- Convocazioni al Pro Bowl: 1

1950

## Statistiche
| Yard lanciate     | 5.690 |
| Touchdown         | 54    |
| Intercetti subiti | 73    |
| Passer rating     | 53,1  |